# 蛍族
蛍族（ほたるぞく）は、日本において、マンションなどの集合住宅のベランダにおいて、喫煙をする人、ないしその行為を指す俗称。ほたる族。ホタル族。

## 概要
語源は、マンションなど集合住宅のベランダにおいて、あちこちで出たり入ったりして喫煙する際のタバコの火種が、まるで蛍の光のように見えるため、1989年頃に使われるようになった。
一般的には、ベランダで喫煙する行為・人を指し、主に喫煙をする父親について用いられ、蛍族が新語として出現した当時、父親の権威が失墜した結果の象徴的な社会現象と分析された。また、家族の健康のためと言う理由で、家から出てベランダで煙草を吸う行為が正当化されたが、マンションの上下階への副流煙による他家の人間への影響は語られることは、当時ほとんど無かった。
広義においてはマンションのベランダだけでなく、喫煙のために家族から離れて、屋内の換気扇の下や、公共または私的な場所（例えば、自宅の庭や玄関前、私道など）における喫煙行動も指す。

### 蛍族の出没背景
1978年に嫌煙権運動が始まり、日本社会においてタバコの煙の有害性が認知されて、人々の受動喫煙に対する被害意識が高まった。このため、喫煙者を家族に持つ非喫煙者が、下記の理由などから、室内での喫煙を拒否して、喫煙者に対してベランダでの喫煙を勧めることが多くなった。
1. 家族が環境たばこ煙による受動喫煙を不快に感じる。
2. 室内の壁や天井などが、煙草のヤニで汚れてしまう。これは賃貸において退去時に原状回復費用を要求される原因にもなる。
3. 家族の着ている衣服などに煙草の臭いが付着する。
4. 家族への受動喫煙の健康被害の防止。

## 蛍族による被害
蛍族の喫煙は、以下のように他人へ被害を与える。
1. そもそも、喫煙者の室内の汚染や家族への受動喫煙が防げない。[4]
2. 近隣などの他人の居住者宅内にタバコの煙が入り、受動喫煙被害を与える。
3. タバコの煙が他の居住者のベランダに流れて、洗濯物にタバコの臭いが付着する。
4. タバコの灰が下階のベランダや干している布団や洗濯物、地上の通行人や工作物に落下したりする、吸殻の後始末が不十分であった場合には、火災の原因にもなりえる[5]。

このため、マンションなどでは管理規約でベランダなどの共有部分での禁煙を明記したり、火気厳禁の規約を厳密に適用することで、蛍族を認めないケースが増えている。

### 被害の詳細
ベランダなどでの喫煙行為は、窓のサッシの隙間からタバコの煙が進入するとともに、上下左右に隣接する部屋にも同様にタバコの煙が進入する。これを防止することは出来ない。
また、台所の換気扇の下やベランダに出て喫煙をしても、家庭内での受動喫煙は防げないとの調査結果を、東大大学院医学系研究科（国際地域保健学）の中田ゆりがまとめ、日本公衆衛生学会で発表した。
一般的なマンションで、喫煙者がいない家庭といる家庭での空気中の粉塵濃度を測定した結果、喫煙者がいない家庭では、1立方メートル当たり0.03ミリグラム以下。一方、台所の換気扇の下で喫煙をした場合、換気扇では排気しきれないタバコの煙が、仕切りのない隣接のリビングに流れ込み、同0.1ミリグラムを超える粉塵が測定された。
ベランダで喫煙した場合は、窓を開けた状態では風向きによって煙がリビングに逆流したほか、約1.5メートル離れた隣家のベランダでも同0.08ミリグラムの粉塵濃度が測定された。